# بيتي ويلسون
بيتي ويلسون (21 نوفمبر 1921 بملبورن في أستراليا - 22 يناير 2010 بملبورن في أستراليا) (بالإنجليزية: Betty Wilson)‏ هي لاعبة كريكت أسترالية. شاركت مع منتخب أستراليا الوطني للكريكت. أما مع النوادي، فقد لعبت مع Victoria women's cricket team ‏.

## وصلات خارجية
- بيتي ويلسون على موقع إي آس بي آن كريك إنفو (الإنجليزية)
- بيتي ويلسون على موقع قاعة أستراليا للمشاهير الرياضية (الإنجليزية)